# Cumpra o Seu Chamado
Cumpra o Seu Chamado - Ao Vivo é um EP da cantora Elaine Martins, lançado em 8 de setembro de 2020 pela gravadora MK Music. O projeto é a última parte do DVD comemorativo pelos 20 anos de carreira da cantora.
O EP traz grandes sucessos da cantora, além de um medley e uma inédita. Gravado em 2 de agosto de 2019, no Teatro Raul Cortez, em Duque de Caxias, na Baixada Fluminense, foi produzido por Ronny Barbosa, com direção e produção executiva de Marina de Oliveira. Também traz a participação do cantor Álvaro Tito na música "O Reino".
O primeiro single a ser lançado foi "Oceano de Lágrimas" (lançado em setembro de 2020).

## Faixas
| N.º | Título                                                        | Compositor(es)                   | Duração |  |
| 1.  | "O Reino (feat. Álvaro Tito)"                                 | Pr. Lucas                        | 04:18   |  |
| 2.  | "Oceano de Lágrimas"                                          | Anderson Pontes                  | 04:17   |  |
| 3.  | "Cumpra o Seu Chamado"                                        | Tayrone Hayran                   | 04:26   |  |
| 4.  | "Medley (Linda Flor/Você/Unidos Pela Palavra/Lindo Presente)" | Elaine Martins/Gislaine e Mylena | 04:58   |  |
| 5.  | "Volte a Sonhar"                                              | Júnior Maciel e Josias Teixeira  | 03:59   |  |